# College (Verenigde Staten)
Een college (op zijn Engels uitgesproken, afkomstig uit het Latijn: collegium) is in de Verenigde Staten een onderwijsinstelling  die geaccrediteerd is om academische graden te verlenen. Een Amerikaans college is kleiner dan een universiteit en verleent alleen bachelor degrees, of lager, associate degrees. Opleidingen op hoger niveau, leidende tot een master of doctoraat (zoals PhD), worden eerder verzorgd door universiteiten zelf.
Een Amerikaans college valt te vergelijken met een hogeschool in Nederland of België, al bewegen bepaalde grotere colleges zich meer op het niveau van dat van de universiteit.
In Nederland en België bestaan university colleges, een speciale vorm van de bachelorsopleiding, die zijn ontstaan in het kader van het bachelor-masterstelsel.
Meer gebruikelijk is de term college voor instellingen van voortgezet onderwijs zoals het Zernike College of het Alfa-college.

## Typen college
Een Amerikaans college komt voor in de volgende varianten:
- een onafhankelijk instituut voor hoger onderwijs dat bacheloropleidingen verzorgt in de geesteswetenschappen (liberal arts) of exacte wetenschappen (science) of beide;
- een undergraduate afdeling of school, welke deel uitmaakt van een universiteit, en onderwijs of graden verleent op bepaalde gebieden. Voorbeeld is het Harvard College dat de undergraduate education verzorgt van de Harvard University (Massachusetts);
- een school, soms onderdeel uitmakende van een universiteit (maar niet altijd), welke specifiek beroepsopleidingen aanbiedt of opleidingen in de techniek.